# Czodrajał (rejon wołżski)
Czodrajał (ros. Чодраял) – wieś (dieriewnia) w Rosji, w Mari El, w rejonie wołżskim. W 2010 liczyła 1084 mieszkańców.